# Luigi Parodi
Luigi Parodi (Genova, 18 agosto 1928 – Rapallo, 31 dicembre 1994) è stato un calciatore italiano, di ruolo ala.

## Carriera
Giocò per quattro stagioni nel campionato di Serie A con Sampdoria e Lucchese.